# Bettina Bernadotte
Bettina Bernadotte, född 12 mars 1974 i Scherzingen i Thurgau, Schweiz, är en tysk-svensk turistentreprenör och filantrop, dotter till greve Lennart Bernadotte och hans andra hustru Sonja Haunz.

## Biografi
Bettina Bernadotte växte upp på slottet Mainau, på en ö i Bodensjön utanför Konstanz i Baden-Württemberg. Hon studerade spanska och konsthistoria i Madrid och arbetade bland annat på Nationalmuseum i Stockholm innan hon 1996 tog en examen i tourism management vid State University of Cooperative Education i Ravensburg. Efter kandidatexamen i företagsekonomi (BA) 1999 arbetade hon som projektledare på Europa-Park och sedan på Stremler Consultants, ett företag som specialiserat sig på affärsutveckling i Lindau am Bodensee. Hon startade 2001 ett konsultföretag i turismbranschen men kom från 2002 att arbeta nära sin mor Sonja Bernadotte i familjeföretaget på Mainau.

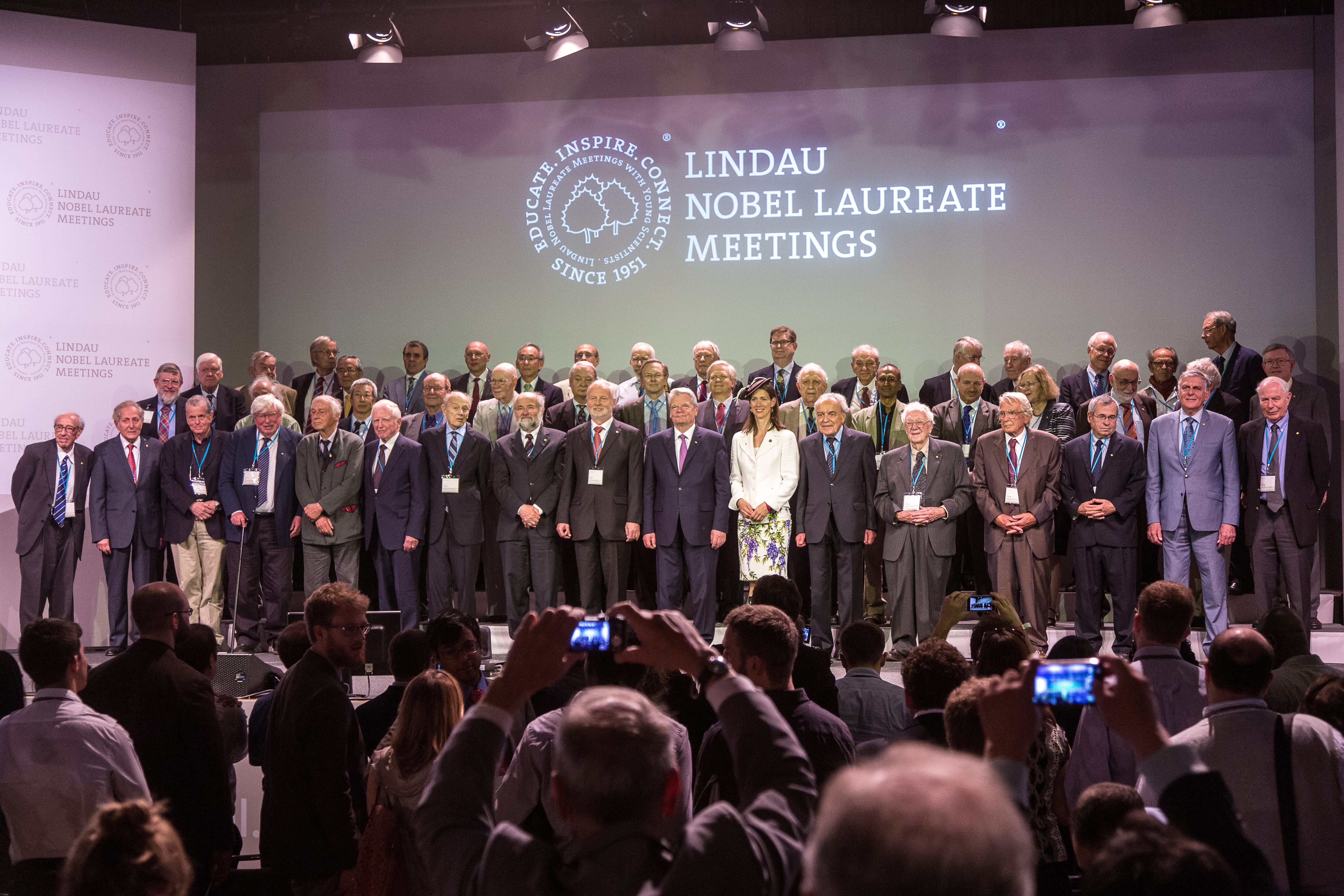
Bettina Bernadotte (i vitt) vid det 65:e nobelpristagarmötet i Lindau 2015 tillsammans med Tysklands dåvarande förbundspresident Joachim Gauck och de församlade nobelpristagarna.

Bettina Bernadotte är medlem av styrelsen för den stiftelse som arrangerar de årliga Nobelpristagarmötena i Lindau, samt av Hohenheims universitets styrelse. Hon har även arbetat för Plan International och är aktiv inom flera ideella organisationer.

## Familj och privatliv
Bettina Bernadotte är svensk medborgare och bär titeln grevinna Bernadotte af Wisborg, hennes far Lennart Bernadottes luxemburgska adelstitel. Hon är genom sin farfar prins Wilhelm ättling till Gustaf V och syssling till kung Carl XVI Gustaf, men saknar i likhet med fadern plats i den svenska tronföljden på grund av dennes äktenskap och senare ändringar i successionsordningen. 
Bettina Bernadotte gifte sig 2004 med jordbruksingenjören Philipp Haug (född 22 oktober  1972) i en borgerlig ceremoni på Gripsholms slott, följd av en kyrklig vigsel i Mainaus slottskyrka. Haug är uppväxt på en vingård i Lindau vid Bodensjöns östra strand och är konsult inom ekologisk fruktodling.
Paret har två gemensamma barn;
- Emil Gustaf Haug (född 19 juli 2005).
- Linnea Elin Haug (född 31 december 2006).